# 新庫班
47°6′49″N 33°20′54″E / 47.11361°N 33.34833°E
新庫班（烏克蘭語：Нова Кубань）是位於烏克蘭南部的村莊，由赫爾松州貝里斯拉夫區的博羅津斯凱市鎮負責管轄。該村始建於1922年，面積1.63平方公里，海拔高度67米，2001年人口525，人口密度每平方公里322.1人。